# Base58
Base58 — вариант кодирования цифрового кода в виде буквенно-цифрового текста на основе латинского алфавита. Алфавит кодирования содержит 58 символов. Применяется для передачи данных в разнородных сетях (транспортное кодирование). Стандарт похож на Base64, но отличается тем, что в результатах нет не только служебных кодов, но и алфавитно-цифровых символов, которые могут человеком восприниматься неоднозначно. Исключены 0 (ноль), O (заглавная латинская o), I (заглавная латинская i), l (строчная латинская L). Также исключены символы + (плюс) и / (косая черта), которые при кодировании URL могут приводить к неверной интерпретации.
Стандарт был разработан для уменьшения визуальной путаницы у пользователей, которые вручную вводят данные на основе распечатанного текста или фотографии, то есть без возможности машинного копирования и вставки.
В отличие от Base64, при кодировании не сохраняется однозначное побайтовое соответствие с исходными данными — разные комбинации одинакового количества байтов в Base58 кодируются строкой с разной длиной символов.

## Использование
Кодировка Base58 обычно используется для кодирования системы адресации. Фактический порядок букв в алфавите зависит от сферы применения кодирования. Поэтому указания лишь термина «Base58» без указания набора алфавита недостаточно, чтобы полностью описать формат.
| Приложение              | Алфавит                                                    |
| ----------------------- | ---------------------------------------------------------- |
| Адреса Bitcoin          | 123456789ABCDEFGHJKLMNPQRSTUVWXYZabcdefghijkmnopqrstuvwxyz |
| Адреса Ripple           | rpshnaf39wBUDNEGHJKLM4PQRST7VWXYZ2bcdeCg65jkm8oFqi1tuvAxyz |
| Короткий URL для Flickr | 123456789abcdefghijkmnopqrstuvwxyzABCDEFGHJKLMNPQRSTUVWXYZ |

Пример скриптов для кодирования/декодирования в Base58 можно посмотреть на сайте Flickr